# سرخ تششمة (إسفراين)
سرخ تششمة (بالفارسية: سرخ چشمه) هي قرية تقع في قسم زرق‌آباد الريفي (مقاطعة إسفراين) في إيران. يقدر عدد سكانها بـ 17 نسمة بحسب إحصاء 2016.